# Incubate (festival)
Incubate era un festival multidisciplinar celebrado anualmente en Tilburg, Holanda desde septiembre de 2005 hasta el año 2016. Hasta 2009, el festival se llamaba ZXZW.

## Ediciones

### ZXZW 2005
ZXZW 2005 fue del 24 al 25 de septiembre. Había 48 artistas en siete localidades.
| Artistas en 2005 (Selección) |
| --- |
| - Pole - Leng Tch'e - Static - Rise and Fall - About - Templo Diez - Sickboy - Transmission0 - Sauron - Harmful - Fuck-Off Machete - Restless Youth - Black Earth - El Guapo Stuntteam - Aphasic - White Circle Crime Club - The Suicidal Birds - Stockholm Syndrome - Suma - Danny Vera - Kassen - Spider Rico - Woost - The Yearlings - Palinckx - The Light Brigade - Anderson - Cavemen Speak - Cavemen Speak - Havelinas - Karl Heinz - Anal Warrior - Dead Stop |

### ZXZW 2006
ZXZW 2006 fue del 23 al 24 de septiembre con 94 artistas en once localidades.
| Artistas en 2006 (Selección) |
| --- |
| - Sylvester Anfang - Volt - CWTAB - Radio Birdman - Torche - Japanter - Offecer Jones - Baroness - Bluebird - Mormo + C-men - Arsey Rob - VVM - Otto von Shie - Sedan Vault - Justice(BE) - Addactio - Kunt - Shitmat - Mash Up Sound - Amenra - Rise and Fall - Orange Sunshine - Machinefabriek - Odal - Otis - The Madd - Prostitute Disfigurement - Causa Sui - Daturah - Tephra - Space Horse - Toner Low - Bertin - XanaxasaX - Harry Merry - Messer Chups |

### ZXZW 2007
ZXZW 2007 fue del 16 al 23 de septiembre y había 151 artistas.
| Artistas en 2007 (Selección) |
| --- |
| Música - The Haters - The Locust - Psychic TV - Crippled Black Phoenix - Pantha Du Prince - Drumcorps - Knut - Ceephax Acid Crew - A Challenge of Honour - Cutting Pink with Knives - Negativland - Atlantis - Meneguar - Infinity - Psychic Ills - Long Distance Calling - Chevron - Kap Bambino - Rhys Chatham - Ostinato - Niobe - Kiss the Anus of a Black Cat - Blowfly - Gtuk - Grey Daturas - Hacride Artes - Concert posters - Untitled - Scherven - Streetchalk Drawing Day - Punk Fanzine Exposition - Tilburg Plakstad Dance - Vloeistof Película - Películas cortas - La Region Centrale - Michael Snow (1971) - Cinema Auricular: Cinema of the Ear program. |

### ZXZW 2008
ZXZW 2008 fue del 14 al 21 de septiembre con Sun Ra Arkestra.
| Artistas en 2008 (Selección) |
| --- |
| Música - Wire - Pelican - Casiotone for the Painfully Alone - Sun Ra Arkestra - Castanets - Shining - Blacklisted - Paint It Black - Torche - Skinless - Watain - Cadence Weapon - gay against you - Doormouse - Otto Von Schirach - Goto80 - Ponytail - Ladyhawk - FFF - Trash Talk - Guapo - Ebola - Pulling Teeth - Toy - Jeremy Jay - The Tunics - Tom Brosseau - David Karsten Daniels - Capsule - Religious Knives - Steadycam - Stu - Kid Carpet - Svarte Greiner - Glorior Belli - LFO Demon - Blurt - Usurper - Taint - Ladyscraper - Electric Kettle - Bjørn Torske - Phill Niblock - The Lords of Altamont - Tram - Dirge Artes - Concert posters: Z-Stock, Svart Kunststykke (Black Arts) – Erik Smith, Peter Beste y otros Dance - Vloeistof - Ivo Dimchev - Sonia Si Ahmed - Eva Meyer Keller - Magdalena Chowaniec Película - Space Is The Place - The Magic Sun - Películas de Barbara Meter, Henri Plaat, Frans Zwartjes y Paul de Mol Conferencia - Yuri Landman |

### Incubate 2009
Incubate 2009 fue del 13 al 20 de septiembre y había 253 grupos de música.
| Artistas en 2009 (Selección) |
| --- |
| Música - The Damned - Dananananaykroyd - Caspian - Anaal Nathrakh - The Number Twelve Looks Like You - Misery Signals - Tujiko Noriko - Antipop Consortium - Shackleton - Kayo Dot - Der Blutharsch - Of the Wand and the Moon - Deutsch Nepal - Soap&Skin - Joker - James Blackshaw - Bodi Bill - Bonaparte - Au - Jandek - Finn. - Jessica Bailiff - My Awesome Mixtape - Blues Control - Your Demise - Cameron Deas - Wardruna - Subtitle - Uri Caine - Troum - On - Jonquil - Pompeï - Reso - The Caretaker - An Emerald City - DJ Beware Artes - Hermann Nitsch Dance - Jean-Louis Costes - Franko B - Kamal Ackarie - Micheline Torres - Doris Stelzer - Pavlos Kountouriotis - Jenny Beyer - Nuno Lucas Película - Anvil! The Story of Anvil - Aktionisten compilatie - Good Copy, Bad Copy Conferencia - Andrew Keen |

### Incubate 2010
Incubate 2010 fue del 12 al 19 de septiembre. El tema de esta edición fue la Piratería.
| Artistas en 2010 (Selección) |
| --- |
| Música - Black Mountain - Shaking Godspeed - Headhunter - The Ex - The Hunger - Black Earth - This Will Destroy You - Circle - Windmill - Dan Deacon - Frank Fairfield - Six Organs of Admittance - DJ /Rupture - Liturgy - Hell Militia - Ab Baars - Monótonos - Zola Jesus - Bongo a Bang Bang - Neon Indian - Expulsion - Lucky Dragons - Shikari - Bram Stadhouders - Jim Black - Forget to Forgive - Haribo Macht Kinder Froh - Frog Pocket - The Superusers - The Dreams - Accadians - DMDN - DJ UMB - Santa Cruz - Accelerators - Antillectual - Bandish Projekt - Battle for Paris - Coco Bryce - Eklin - I am Oak - Globalibre - Gunslingers - Jakes - Maths - Nikoo - Sabbo - Skeletonwitch - Switchblade - Vanderbuyst - Warbringer - Vanilla Riot - Barn Burner - Cold Pumas - City Boys - Fair Ohs - Great Ancestors - Invasion - Kodiak - Moon Unit - Traumahelikopter Artes - Ryan Trecartin - Hester Scheurwater - Tanis/Verhoef - Thomas l'Anson - Boris de Vries - Constant Dullaart - New Jacks 2.0 (con Sven Fritz, Matijs van de Kerkhof, Klaas Burger, Teun Jansen & Joshua van Iersel, Joshua Jackson & Anita Hrnic) Película - Turkish Star Trek - Da Vinci Treasure - Snakes on a Train - Paranormal Entity Conferencia - Charles Leadbeater - Matt Mason |

### Incubate 2011
Incubate 2011 fue del 12 al 18 de septiembre. Había 276 artistas.
| Artistas en 2011 (Selección) |
| --- |
| Música - HEALTH - Omar Souleyman - YOB - Baby Dee - Lightning Dust - Sam Amidon - Handsome Furs - Picastro - Obliteration - Kongh - Dark Castle - Capillary Action - Antilles - Austra - Wooden Shjips - Nadja - Screaming Females - King Dude - Aiden Baker & Nathan Amundson - Peter Broderick - The Fresh & Only's - Defeated Sanity - Gorgasm - Amagortis - Lustmord - Megafaun - Mater Suspiria Vision - Indian - Will Samson - Fostercare - Wheels on Fire - A Grace With No Name - Flying Horseman - Touchy Mob - SJ Esau - Herrek - Kyst - Air Waves - Joan of Arc - Library Tapes - Rivulets - My Disco - Celeste - The Kids - Yukon Blonde - Aura Noir - The Queers - Wormrot - Maruta - Planks - Le Syndicat - Ketzer - Heretic - Burning Yellows - Monachus - Light Bearer - Pariso - Kerouac - Matthew Shipp - Sleep Party People - Mose Giganticus - The Oscillation - Norberto Lobo - The War On Drugs - Moon & Sun - Zoviet France - Trial - Charles Gayle - Rainbow Arabia - Tweak Bird - Anchor - Mind Over Mirrors - Run With The Hunted - Schnaak - EMA - Ganglians - Man Man - No Turning Back - Brasstronaut - Wise Blood - Dead Neanderthals Artes - Nick Helderman - Joost Jansen - Dimitar Solakov Dance - It's Definitely The Spiritual Thing Película - Hydra Decapita - We Don't Care About Music Anyway - NOVA - the film - Jefre Cantu-Ledesma & Paul Clipson - The Ill Mannered Milkman - Invertebrate - Goodbye Mr Christie Conferencia - Bill Drummond |

### Incubate 2012
Incubate 2012 fue del 10 al 16 de septiembre con 308 artistas.
| Artistas en 2012 (Selección) |
| --- |
| - Mogwai - Fields of the Nephilim - The Buzzcocks - Yann Tiersen - Expo '70 - Laibach - Nurse With Wound - Japandroids - Damo Suzuki - Britisch Sea Power - Paws - Dead Neanderthals - Nathan Fake - Sleepy Sun - Mgła - Iceage - Leiff Vollebekk - Moodymann - Chris & Cosey - King Midas Sound - Napalm Death - The Men - Angel Olsen - Mi Ami - A Winged Victory For The Sullen - Cult of Youth - Kid Ink - Gangpol & Mit - Black Dice - Frietboer - Starve - Reigning Sound - Pete Namlook - Conan - Thread Pulls - Howlin' Rain - Andy Stott - Nils Frahm - Matt Elliott - Heiko Laux - NGUZUNGUZU - Ital - The Telescopes - Bill Orcutt - Xander Harris - Cheek Mountain Thief - Digger & The Pussycats - Desolated - Lower - Vår - Sex Worker Artes - Santiago Sierra - JR - Leah Capaldi - Open Source Expo - Hans Stevens Teatro (Zeebelt in Residence) - If...Then - You Are Here - Laughing While Drinking Sour Milk Película - Kid-Thing - Grandma Lo-Fi - Bellflower - Dragonslayer - Attack Of The Giant Brain Sucker Monster From Outer Space Conferencia - Simon Reynolds - Mark Fisher - Robert Levine - Roy Wilkinson - Chris Jones - Annette Dölle |

### Incubate 2013
Incubate 2013 fue del 15 al 22 de septiembre y había más de 300 artistas
| Artistas en 2013 (Selección) |
| --- |
| - Immortal - CocoRosie - Lambchop - I Am Kloot - Built to Spill - Múm - Gang of Four - Front 242 - A Place to Bury Strangers - Mayhem - Biosphere - 808 State - Clock DVA - Smith Westerns - A Guy Called Gerald - And So I Watch You From Afar - Dj Pierre - Kurtis Blow - The Field - Tim Hecker - Wolf Eyes - Willis Earl Beal - Doom - Barn Owl - Emika - The Twilight Sad - Ikonika - Yuck - Khold - Levon Vincent - Tulus - Jesu - Shonen Knife - Dead Meadow - Ghédalia Tazartes - Prurient - Vatican Shadow - Pete Swanson - Cut Hands - Maybeshewill - Sean Nicholas Savage - Jozef van Wissem - Anna von Hausswolff - Sonic Boom - Black Pus - East India Youth - Dragged into Sunlight Artes - Rafaël Roozendaal - Santiago Sierra - Marco Martens - Carl Schilde - Pom Wolff Teatro - Electro Cha3bi Wedding Party Película - Lowave Conferencia - Acid Flashback: Before the Big Bang - The Artist as Hybrid Monster - Have Baby Boomers Stolen Music? - Earning Money By Giving Away |

### Incubate 2014
Incubate 2014 fue del 15 al 21 de septiembre. El festival atrajo a 17.000 visitantes.
| Artistas en 2014 (Selección) |
| --- |
| - 65daysofstatic - God is an Astronaut - Wovenhand - The Ocean - This Will Destroy You - Long Distance Calling - Legowelt - Goat - The Wytches - Kiss the Anus of a Black Cat - Thee Silver mt. Zion Memorial Orchestra - The Neon Judgement - Kadavar - Nadja - Tuxedomoon - Bombino - Otis - Chad Vangaalen - Lookapony - Orgue Electronique |

### Incubate 2015
Incubate 2015 se celebró del 14 al 20 de septiembre de 2015.